# لوثر رايت
لوثر رايت (بالإنجليزية: Luther Wright)‏ مواليد 22 سبتمبر 1971 في جيرسي سيتي، هو لاعب كرة سلة أمريكي سابق. بدأ مسيرته الاحترافية في سنة 1993. تم اختياره من قبل فريق يوتا جاز خلال الدرافت. حمل الرقم 44. يبلغ طوله 7 قدم 2 بوصة (2.2 م). حقق المركز الأول في الألعاب الجامعية الصيفية 1991. اعتزل اللعب في 1994.

## الميداليات
| الميدالية | المسابقة                      |
| --------- | ----------------------------- |
| ذهبية     | الألعاب الجامعية الصيفية 1991 |

## روابط خارجية
- لوثر رايت على موقع إن بي أي (الإنجليزية)
- لوثر رايت على موقع سبورتس رفرنس (الإنجليزية)
- لوثر رايت على موقع كلية كرة السلة في سبورتس رفرنس.كوم (الإنجليزية)
- لوثر رايت على موقع ريلجم (الإنجليزية)
- لوثر رايت على موقع بروبوليرز (الإنجليزية)